# Anny Duperey

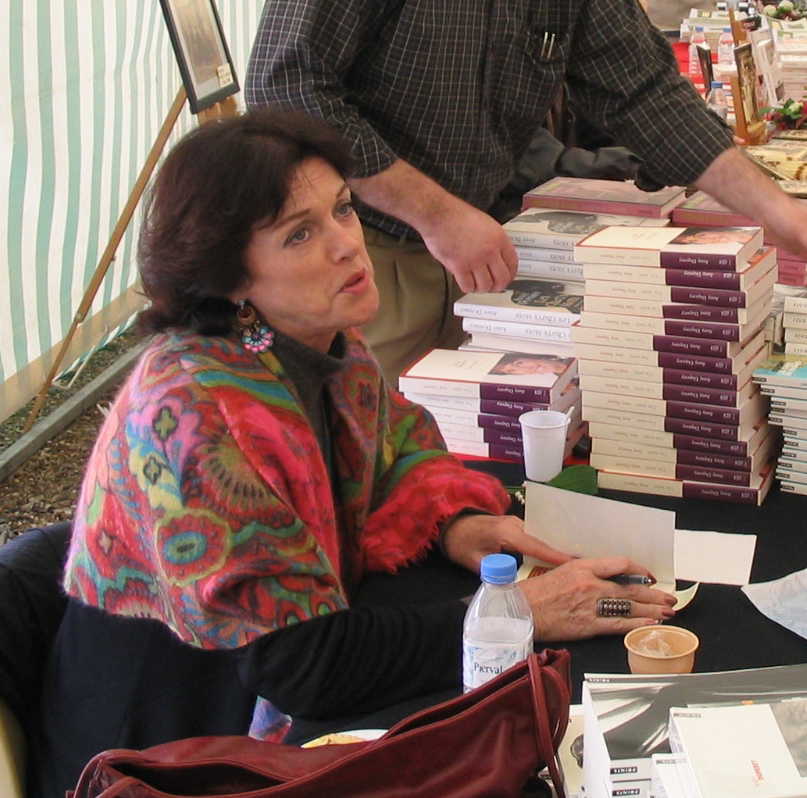
Anny Duperey (2006)

Anny Duperey (eigentlich Annie Legras; * 28. Juni 1947 in Rouen) ist eine französische Schauspielerin und Autorin.

## Leben
Duperey ist die Tochter des Fotografen Lucien Legras und seiner Frau Ginette. Im Alter von acht Jahren verlor sie ihre Eltern, als diese durch eine Rauchvergiftung im eigenen Badezimmer ums Leben kamen. Duperey wurde von da an von ihrer Großmutter und ihrer Tante väterlicherseits erzogen, während ihre nur wenige Monate alte Schwester zu den Großeltern mütterlicherseits kam. Später schrieb sie diese für sie traumatischen Erlebnisse in Le Voile noir nieder, ein Buch, das mit erhaltenen Arbeiten ihres Vaters illustriert war.
Während ihrer Schauspielausbildung im Cours Simon in Paris spielte sie zunächst Theater und verdiente ihren Lebensunterhalt als Fotomodell mit Modeaufnahmen. Sie war im September 1973 auf dem Titelbild der Vogue.
Duperey fiel Jean-Luc Godard auf, der ihr 1966 eine erste Filmrolle in Zwei oder drei Dinge, die ich von ihr weiß gab. Danach spielte sie vorwiegend in leichten Unterhaltungsfilmen. So schmückten sie und die junge Claude Jade im Jahr 1968 den am Grafen von Monte Christo angelehnten Abenteuerfilm Der Rächer aus dem Sarg, bevor sie 1969 neben Brigitte Bardot eine der Eroberungen Maurice Ronets in Oh, diese Frauen spielte. Als Partnerin Pierre Richards fiel sie 1970 in Alfred, die Knallerbse auf und bewies komisches Talent in Nur eine Frage der Zeit.
Alain Resnais gab ihr 1974 mit Stavisky die Chance, dem Image der dekorativen Nebenrolle zu entwachsen. Fortan war zumeist in rätselhaften Rollen zu sehen. So genießen Anny Duperey und Claude Jade 1975 Das böse Vergnügen in einem Krimi um fünf Frauen mit einem mörderischen Geheimnis, denen ein junger Autor (Jacques Weber) auf die Schliche kommt. International bekannt wurde Duperey als Traumfrau Charlotte in Ein Elefant irrt sich gewaltig (1976) und spielte im selben Jahr in einer Hollywood-Produktion, Bobby Deerfield von Sydney Pollack nach einem Roman von Erich Maria Remarque, an der Seite von Al Pacino und Marthe Keller. 1982 spielt sie die Hauptrolle in dem Mysterythriller Der Dämon der Insel.
Ab Mitte der 1980er Jahre war sie seltener auf der Leinwand zu sehen (so in Zwei irre Spaßvögel und Tausend Milliarden Dollar), doch trat sie insbesondere in den 1990er Jahren in prägnanten Nebenrollen auf, etwa als Madame Hennebeau in Claude Berris Germinal.
Parallel dazu verfolgte Duperey eine Fernsehkarriere in französischen Familienserien, wie Un ours pas comme les autres (1977) oder Une famille formidable. Am Theater spielte sie 1996 in dem Stück Ein idealer Gatte von Oscar Wilde. In den letzten Jahren ist sie als Autorin einfühlsamer Romane und Erzählungen tätig.
Anny Duperey war mit dem 2010 verstorbenen Schauspieler Bernard Giraudeau verheiratet. Das Paar hatte zwei Kinder, die Schauspieler Sara Giraudeau und Gaël Giraudeau. Anfang 2012 wurde sie von der französischen Regierung in den Rang eines Ritters der französischen Ehrenlegion erhoben.

## Filmografie (Auswahl)

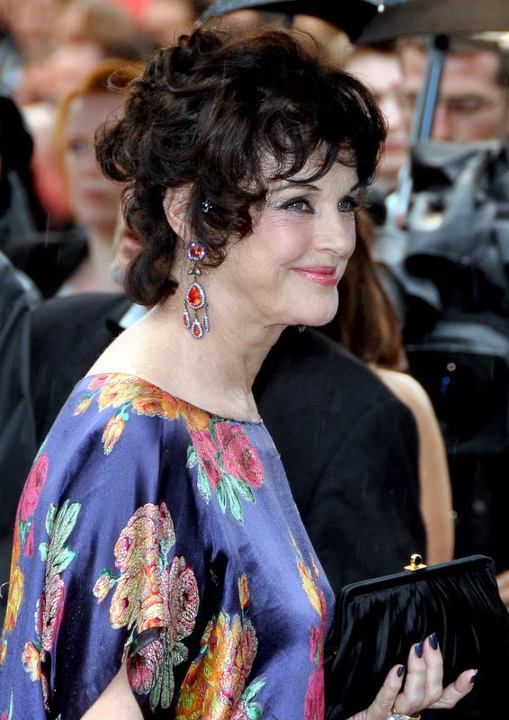
Duperey bei den Internationalen Filmfestspielen von Cannes 2012

- 1966: Zwei oder drei Dinge, die ich von ihr weiß (Deux ou trois choses que je sais d’elle)
- 1967: Der goldene Schlüssel (L’Homme qui valait des milliards)
- 1967: Jerk à Istanbul – Regie: Francis Rigaud
- 1968: Der Rächer aus dem Sarg (Sous le signe de Monte Christo)
- 1969: Oh, diese Frauen (Les Femmes)
- 1969: Allô Police (Fernsehserie, 1 Folge)
- 1969: Die geschändete Rose (La Rose écorchée) – Regie: Claude Mulot
- 1972: Alfred, die Knallerbse (Les Malheurs d’Alfred)
- 1972: Nur eine Frage der Zeit (Pas folle la guêpe) – Regie: Jean Delannoy
- 1973: Ohne Warnung (Sans sommation) – Regie: Bruno Gantillon
- 1974: Stavisky
- 1975: Das böse Vergnügen (Le Malin plaisir)
- 1975: Umarmungen und andere Sachen
- 1975: Wo, bitte, geht’s zum nächsten Friedhof? (Pas de problème!) – Regie: Georges Lautner
- 1976: Bobby Deerfield
- 1976: Ein Elefant irrt sich gewaltig (Un éléphant ça trompe énormément)
- 1978: Trocadero (Trocadero bleu citron)
- 1979: Nur drei kamen durch (Contro 4 bandiere) – Regie: Umberto Lenzi
- 1980: Car-napping – bestellt – geklaut – geliefert
- 1980: Psy – Regie: Philippe de Broca
- 1981: Der trojanische Krieg findet nicht statt (La guerre de Troie n’aura pas lieu) – Regie: Raymond Rouleau
- 1981: Tausend Milliarden Dollar (Mille milliards de dollars)
- 1981: Der Super-Boss (Le grand pardon) – Regie: Alexandre Arcady
- 1982: Der Dämon der Insel (Le Démon dans l’île) – Regie: Francis Leroi
- 1983: Zwei irre Spaßvögel (Les Compères)
- 1989: Die Andere (Colette: La Seconde) – Regie: Christopher Frank
- 1991: Amnesty International: Schreiben gegen das Vergessen (Contre l’oubli)
- 1993: Germinal
- 1993: Karl der Große (Charlemagne, le prince à cheval) (TV-Miniserie) – Regie: Clive Donner
- 1997: Der verschwundene Sohn (L’Enfant perdu) – Regie: Christian Faure
- 2008: Auf der anderen Seite des Bettes (De l’autre côté du lit)
- 2009: Eden is West
- 2011: Das verflixte 3. Jahr (L’Amour dure trois ans)
- 2012: Ihr werdet euch noch wundern (Vous n’avez encore rien vu)
- 2020: Péril au château – Regie: Claire de La Rochefoucauld
- 2023: Auf dem Weg (Sur les chemins noirs)
- 2023: Le Voyage en pyjama

## Publikationen
- L’Admiroir (1976)
- Le Nez de Mazarin (1986)
- Le Voile noir (1992), in deutscher Übersetzung unter dem Titel Der schwarze Schleier des Vergessens von Dromer Knaur (1994), ISBN 3-426-75053-8
- Je vous écris (1993)
- Les Chats du hasard (1999), in deutscher Übersetzung unter dem Titel Das Glück, von einer Katze gefunden zu werden von Scherz (2002), ISBN 3-502-11151-0
- Allons voir plus loin, veux-tu? (2002)
- Essences et parfums (2004)
- Une soirée (2005)